# Delgany
Delgany (irl. Deilgne) – wieś w Irlandii, w prowincji Leinster, w hrabstwie Wicklow położona przy drodze regionalnej R762 między Greystones a autostradą N11, 25 km na południe od Dublina.
Miejscowość ma charakter miejski. Od Greystones oddziela ją tylko wieś Killincarrig. We wsi znajduje się kościół Kościoła Irlandii, szkoła podstawowa przy parafii, katolicki klasztor Karmelitów.
Oryginalną nazwę wsi Deilgne można przetłumaczyć na język polski jako "zdradliwe miejsce".